# Jaan Kaplinski
Jaan Kaplinski (Tartu, 22 gennaio 1941 – 8 agosto 2021) è stato uno scrittore, poeta e traduttore estone, vincitore del premio europeo per la letteratura nel 2016.

## Biografia
Figlio di un polacco che morì in un campo di concentramento sovietico, Kaplinski studiò linguistica all'Università di Tartu ed esordì in campo poetico ispirandosi alle opere di  Shelley e Lermontov. Nel corso della sua vita tradusse svariati testi in lingua estone.
Insieme a Viivi Luik, Paul-Eerik Rummo e Mats Traat inaugurò un rinnovamento della poesia estone. Si affermò anche come autore di libri per bambini, saggista, drammaturgo e romanziere. Pubblicò più di una dozzina di volumi di poesie.

## L'opera
La poesia di Kaplinski, che estrae il lirismo dal linguaggio colloquiale, mostra influenze diverse e si pone in equilibrio tra preoccupazioni naturali e metafisiche. L'autore sottopone il mondo all'empatia invece che all'esame approfondito, sebbene le sue osservazioni della natura siano vivide e particolari.
Il tema dominante delle sue poesie è l'anelito all'armonia universale. L'autore abbandona la prospettiva eurocentrica, includendo anche quelle degli altri continenti. La sua visione del rapporto tra natura e uomo lo rese un pioniere dell'ecologia in Estonia.

## Opere

### Raccolte poetiche
- Jäljed allikal ("Tracce della sorgente", 1954)
- Valge joon Võrumaa kohale ("Una striscia bianca sulla Võrumaa", 1972)
- Ma vaatasin päíkese aknasse ("Guardai nella finestra del sole", 1976)
- Uute kivide kasvamine ("La crescita delle pietre nuove", 1977)
- Raske on kergeks saada ("È arduo diventare luce", 1982)
- Õhtu toob tagasi kõik ("La sera porta tutto indietro", 1985)
- Mitu suve ja kevadet ("Molte estati e primavere", 1995)
- Jää ja Titanic ("Ghiaccio e Titanic", 1995)
- Silm. Hektor (2000, "L'occhio. Hektor")
- Sõnad sõnatusse (2005)
- Vaikus saab värvideks (2005)
- Le désir de la poussière ("Il desiderio della polvere", 2002, antologia pubblicata in francese)

### Opere teatrali
- Neljakuningapäev ("Il giorno dei quattro re", 1977)

### Saggi
- I am the spring in Tartu ("Io sono la primavera a Tartu", 1991, pubblicato in inglese)
- Teekond Ayia Triadasse ("Viaggio ad Hagia Triada", 1993)
- Tundeline teekond Ameerikasse ("Viaggio sentimentale in America", 1993)
- See ja teine ("Questo e altro", 1996)